# Ricksjön, Södermanland
Ricksjön är en sjö i Gnesta kommun i Södermanland och ingår i Nyköpingsåns huvudavrinningsområde. Sjön har en area på 1,63 kvadratkilometer och ligger 39,1 meter över havet. Sjön avvattnas av vattendraget Solbergaån.

## Delavrinningsområde
Ricksjön ingår i det delavrinningsområde (655354-156430) som SMHI kallar för Utloppet av Ricksjön. Medelhöjden är 48 meter över havet och ytan är 5,5 kvadratkilometer. Räknas de 3 avrinningsområdena uppströms in blir den ackumulerade arean 12,92 kvadratkilometer. Solbergaån som avvattnar avrinningsområdet har biflödesordning 3, vilket innebär att vattnet flödar genom totalt 3 vattendrag innan det når havet efter 80 kilometer. Avrinningsområdet består mestadels av skog (42 procent), öppen mark (11 procent) och jordbruk (15 procent). Avrinningsområdet har 1,61 kvadratkilometer vattenytor vilket ger det en sjöprocent på 29,1 procent.